# Johan Carl Friderich Andersen
Johan Carl Friderich Andersen (født 1787 eller 1788 i Rendsborg, død 25. december 1853) var en dansk valdhornist og kgl. kapelmusikus, bror til Caspar Heinrich Bernhard Andersen.
Andersen var søn af hoboist ved Holstenske Regiment Christian Andersen og Dorothea født Schumacher og blev i 1813 ansat som valdhornist i Det Kongelige Kapel, hvor han bror også virkede.